# ウィーン市民

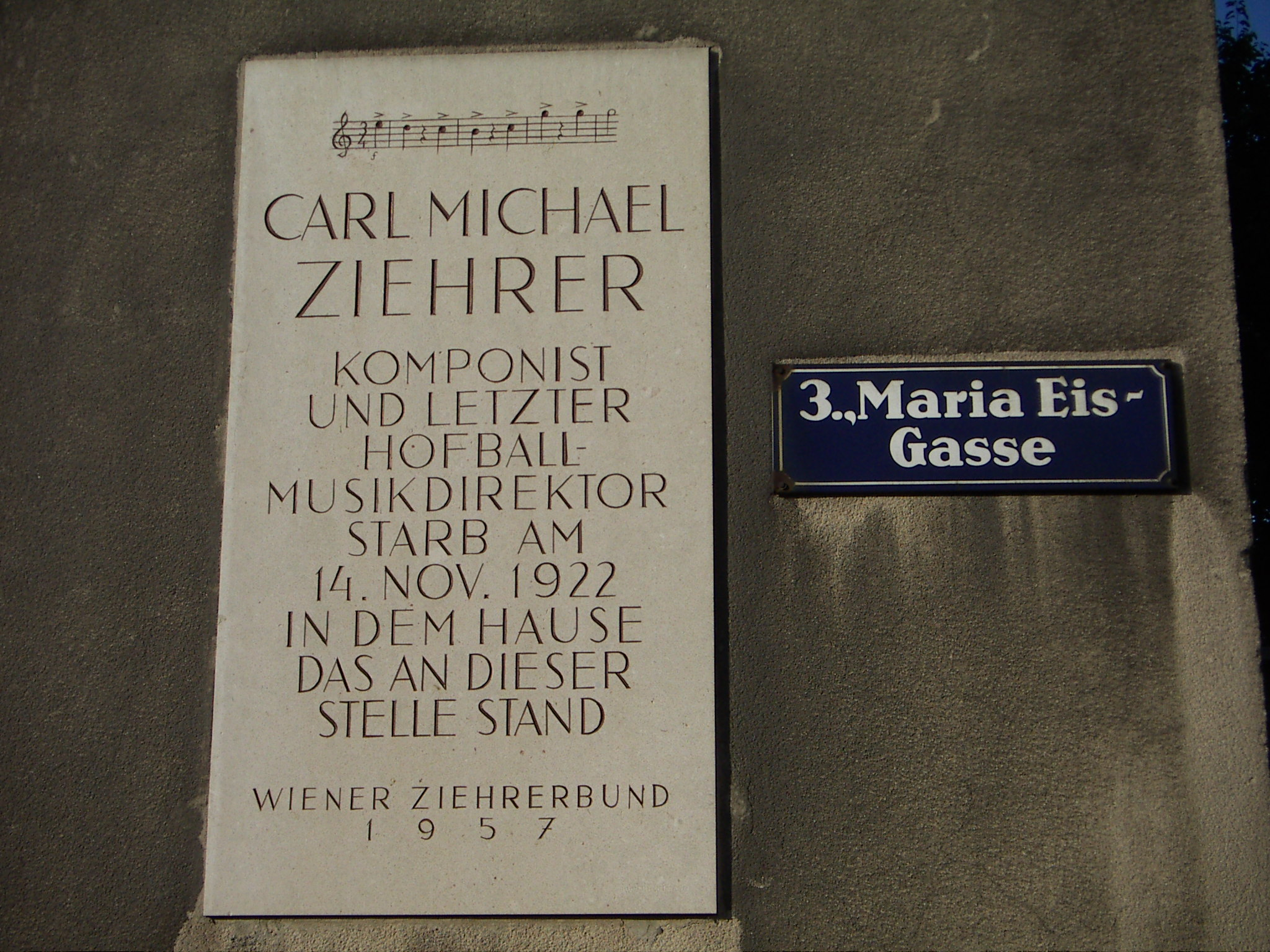
作曲者の銘板。最上部に『ウィーン市民』第1ワルツ冒頭の一節が示されている

『ウィーン市民』（ウィーンしみん、ドイツ語: Wiener Bürger）作品419は、カール・ミヒャエル・ツィーラーが作曲したウィンナ・ワルツ。
作曲者の最も代表的なワルツであり、シュトラウス一族の作品とともに演奏される機会も多い。

## 楽曲解説

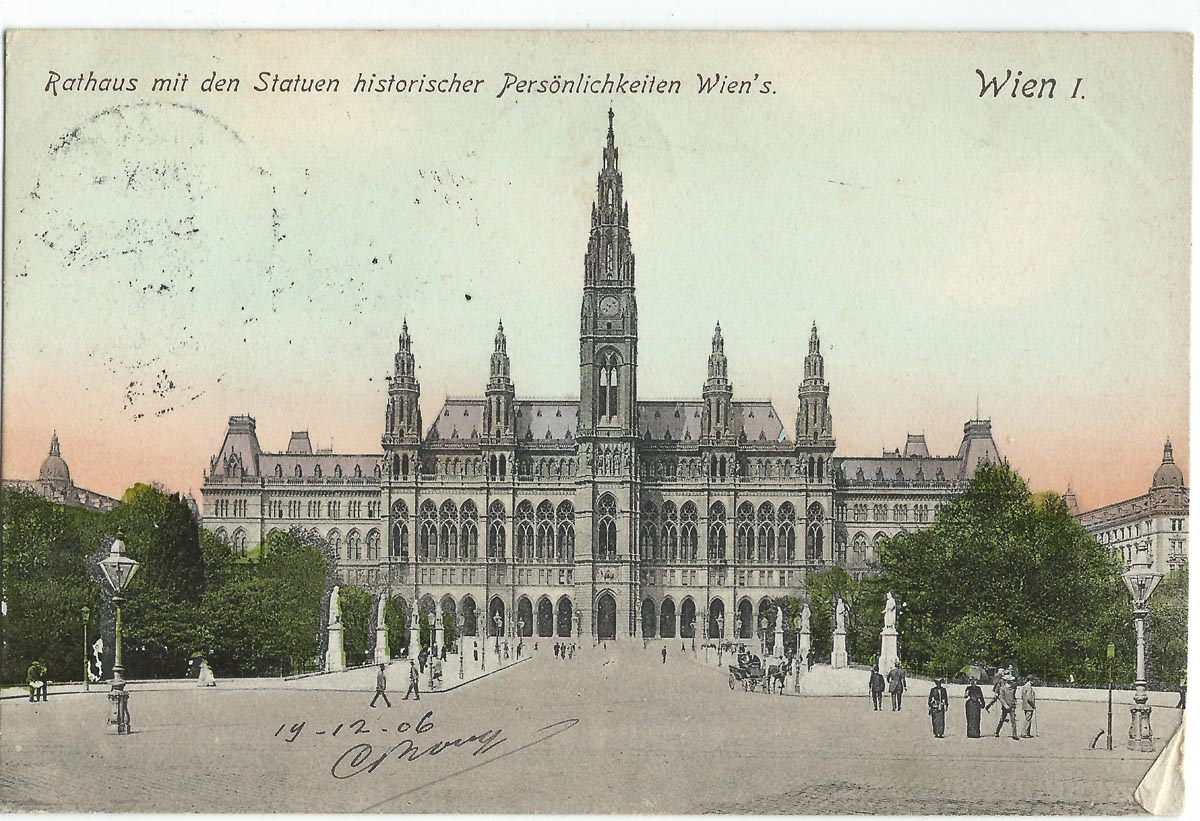
ウィーン市庁舎

1890年2月12日、落成して8年が経ったウィーン市庁舎において初めての舞踏会が催され、2つの楽団が出演することになった。エドゥアルト・シュトラウス1世が率いるシュトラウス管弦楽団と、カール・ミヒャエル・ツィーラーが率いるウィーン第4連隊、いわゆる「ドイチュマイスター」であった。
「ワルツ王」として知られるヨハン・シュトラウス2世とツィーラーは、それぞれこの舞踏会のために新作を用意した。『市庁舎舞踏会』というワルツを準備したシュトラウスに対抗し、ツィーラーはこの『ウィーン市民』というワルツを準備した。人々が軍配を挙げたのは『ウィーン市民』のほうであり、その評判は「ワルツ王」の作品を凌いだという。

第1ワルツ
なお、ツィーラーは2年後の1892年、またウィーン市庁舎での舞踏会のために『大都会的に』というポルカを作曲している。『ウィーン市民』や『大都会的に』、そしてシュトラウス2世の『市庁舎舞踏会』は、ウィーン市庁舎での舞踏会のための作品という性格上、ウィーン市あるいは市庁舎そのものに関連する題名を与えられたものである。

## ニューイヤーコンサート
ウィーンフィル・ニューイヤーコンサートへの登場は以下の通りである。
- 1972年 - ヴィリー・ボスコフスキー指揮
- 1996年 - ロリン・マゼール指揮
- 2012年 - マリス・ヤンソンス指揮
  - レニングラード・フィルハーモニー交響楽団の指揮者であったアルヴィド・ヤンソンス（マリスの父親）が、このワルツをこよなく愛し、毎年必ずジルベスターコンサートで演奏していたことによる。
- 2024年 - クリスティアン・ティーレマン 指揮

## 関連作品
- 『市庁舎舞踏会』 - ヨハン・シュトラウス2世が作曲したワルツ。作品番号は438。『美しく青きドナウ』の旋律から始まる。